# 山村貞子
山村 貞子（やまむら さだこ）は、鈴木光司の小説およびその映像化作品『リング』シリーズに登場する架空の人物。
劇中に登場した時点では既に故人であったという設定だが、現世に未練や恨みを残し、見た者を呪い殺す「呪いのビデオ」を発端として災禍を巻き起こす。続編では現世への復活を遂げるなど、シリーズを通しての元凶として登場する。原作の描写によれば、色白黒髪で長身華奢、大人びた顔立ちの美女である一方、半陰陽者という身体的特徴を持つという設定である。ただし貞子の設定はメディアごとに異なっており、貞子を有名にした1998年の映画版『リング』では、白のワンピースに長い前髪で顔を覆い隠した女性として登場し、終盤ではテレビから這い出てくる恐ろしげな怪物として描かれた。

## 概要
登場人物としての初出はシリーズ第1作として1991年に出版された鈴木光司のホラー小説『リング』である。同作は、主人公・浅川和行が親戚の不審死に疑問を抱いたことをきっかけに、友人の高山竜司と共に、映像を見た者を7日後に呪い殺すとされる「呪いのビデオ」の来歴に迫っていくという筋立てになっており、物語中盤で「呪いのビデオ」を作成した人物として超能力者「山村貞子」の名が浮上する。浅川と高山は貞子の詳細な経歴を調べ、この世に恨みを抱いて死んだ貞子が怨念となってビデオを念写したという結論に至り、古井戸に遺棄されていた遺体を供養することで事件の解決を試みるが、試みは成功せず、高山は貞子に呪い殺されて死亡する。
原作小説『リング』における貞子は一連の事件の元凶ではあるものの、作中には直接登場しない人物として描かれ、物語のクライマックスでも高山は「ヒタヒタと近づきつつあった」漠然とした死の気配に恐怖しつつ、鏡に映る腐乱した「百年先の自分の姿」を幻視して死亡するという描写になっている。一方、後に制作された1998年の映画版『リング』では、胸元まで伸びた長い前髪で顔を隠した女性のイメージとして幾度か映像に登場し、クライマックスでは貞子自身が鏡ではなく、テレビに映った「呪いのビデオ」の映像の中から前髪を振り乱しながら這い出て、直接高山の自室に現れるという映画版独自の描写がなされた。恐怖にすくむ高山へと奇怪な動きでにじり寄り、前髪の間から片目のみを覗かせ、白目を剥いた凄惨な形相で彼を睨み殺すこの場面は、映画の中でも特に衝撃的な場面として描かれており、後のリメイク映画でも踏襲されたほか、様々なパロディも作られた。映画版のクライマックスにおける描写は日本国外でもよく知られており、この演出は貞子の存在を原作小説や映画から独り立ちさせてしまうほどの成功を収めた。貞子は当時を代表するホラーヒロインとなり、その後も人々の記憶に、ひいては映画史に名を残すような登場人物となった。
原作小説の第2作である小説『らせん』は、高山の司法解剖に立ち会った新たな主人公・安藤満男が、貞子の呪いが人体にどのように作用して死をもたらすのかという原理を、医学的な見地から探っていく内容である。安藤は呪いの正体が、映像を見た者に感染し心臓に作用する「リングウィルス」であることを突き止めるものの、貞子は同作でも黒幕的な立場で暗躍し、物語半ばで現世への復活を果たす。物語は貞子の勝利で締め括られ、貞子の呪いが「呪いのビデオ」のみならず、小説や映画といったメディアを通して世界へと広まっていくという絶望的な未来が提示される。
原作小説の3部作の最終作となるSF小説『ループ』における貞子は、主人公の二見馨が近未来の世界に蔓延している「転移性ヒトガンウィルス」の謎に迫っていく過程で、環境シミュレーター上に蔓延する、コンピュータウイルスによって変異した仮想生命体「ヤマムラサダコ」として登場する。同作では、前2作の世界が環境シミュレーター内に再現された仮想世界であることが明かされ、人類は貞子に対抗する手段を得ることになる。その後発表された外伝作品『バースデイ』は短編小説集となっており、収録作品のうち「空に浮かぶ棺」では『らせん』における貞子復活の詳細が、「レモンハート」ではかつて貞子に想いを寄せていた男性・遠山博の回想を通して生前の貞子の姿が描かれ、「ハッピー・バースデイ」では『ループ』後における貞子の末路が描かれている。原作小説のリングシリーズは3部作と『バースデイ』でいったんの完結を迎えるものの、2012年からはシリーズが再開し、小説『エス』『タイド』にも貞子が登場している。
このほか関連作品として、『リング』シリーズを原作とする映画やテレビドラマや日本国外向けの翻案作品のほか、『らせん』とは別の未来を描いた映画オリジナル作品『リング2』『ザ・リング2』など、原作の設定を下敷きにしつつも独自の物語が描かれた複数の派生作品が作られている。映画『リング0 バースデイ』は「レモンハート」を元にしつつも貞子の視点で独自の物語が描かれ、連続ドラマ『リング〜最終章〜』『らせん』では原作とは異なる設定の物語が描かれているなど、貞子の設定にも作品ごとに差異がある。
2016年の夏には、『リング』シリーズと同様に「Jホラー」の人気シリーズ『呪怨』に登場する「伽椰子」と「悪夢の“ 恐 ”演」を果たすスピンオフ最新作『貞子vs伽椰子』が公開された。
2019年4月には『世界が尊敬する日本人100』の1人に架空の人物ながら選出された。

## 貞子の能力
生前の貞子は念写や予知といった超能力を使うことができたとされるほか、作中では以下のような能力を用いている。

### 呪いのビデオ

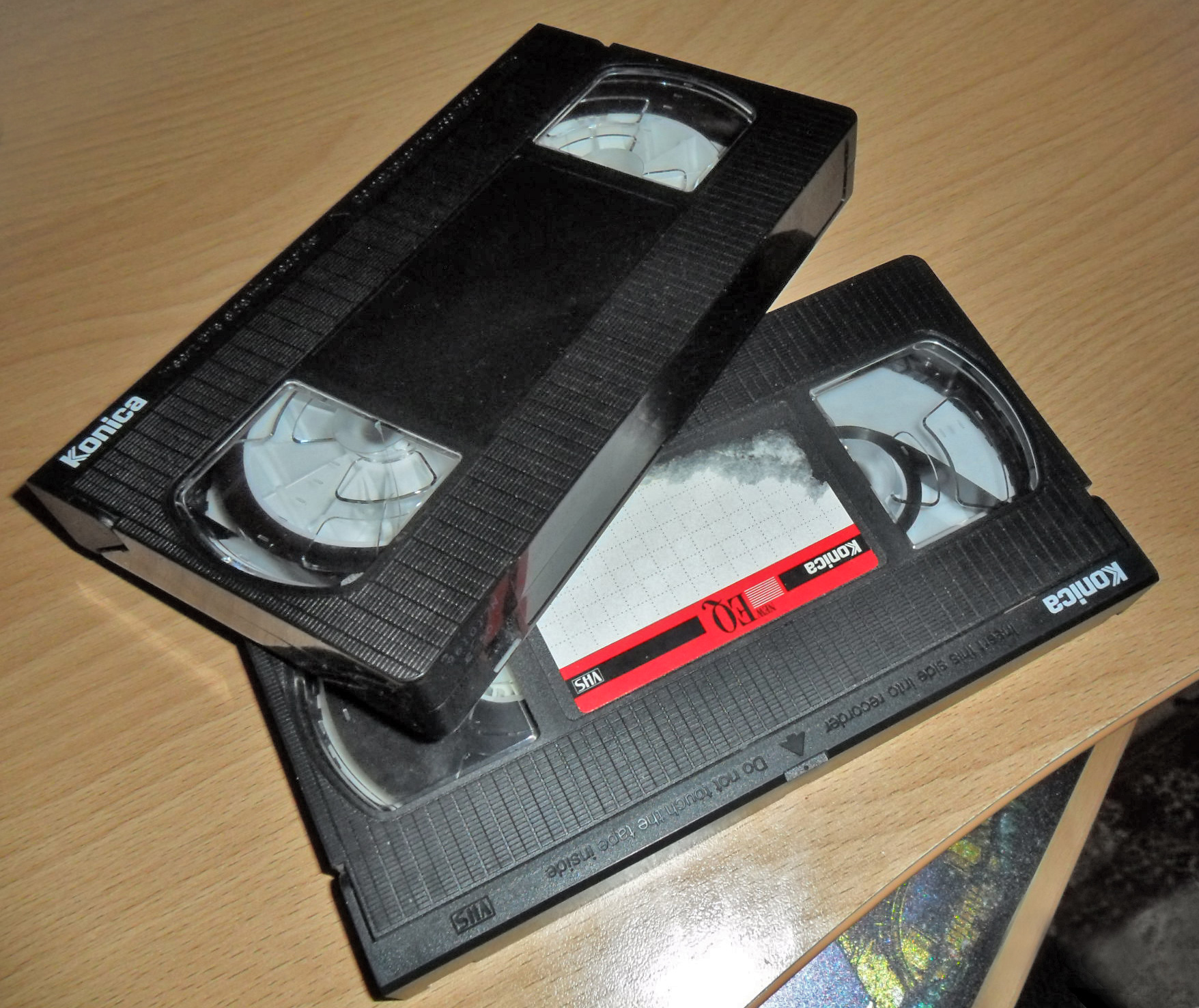
一般的なVHSのビデオテープ。作中において最初に生み出された「呪いのビデオ」は、VHSの120分テープに録画されたと設定されている。

作中に登場する、観たものは1週間（7日）後に死ぬとされる呪いのビデオ映像。貞子の怨念がビデオテープに念写されたもので、呪いのビデオを見たものは、後述のリングウィルスに感染する。原作では単に「ビデオ」「ビデオテープ」と呼ばれているが、映画版では「呪いのビデオ」という呼び名で都市伝説化している設定で描かれている。
原作では映像の内容についても繰り返し詳しく描写されている。ビデオを最後まで見るよう強要する文字メッセージに続き、貞子の故郷である伊豆大島の三原山とその噴火に関する抽象的・具体的な映像、超能力実験に関連した念写による「山」の文字と、超能力実験に関連している繰り返し特定の目を示し続けるサイコロの映像、老婆が語る伊豆大島の古い方言で「水遊びばかりしていると化け物が来る」「お前は来年に子供を産む」という意味のメッセージ、超能力実験を非難する大勢の人々や、「貞」の文字が出てくる古いテレビを用いた念写実験、生まれたばかりの赤ん坊のイメージ、貞子が殺害される間際に見た光景・肩から血を流し迫る男の顔、そして最後に、映像を見た者が1週間後に死ぬことを警告するメッセージで締め括られるという構成となっている。映像の長さはトータルで20分程度、各場面はそれぞれ32秒〜186秒の長さになっている。映像には抽象的なものと写実的なものの2種類があり、このうち写実的な映像は貞子の瞳を通したことに由来するまばたきが入っている。作中に登場するビデオの末尾は蚊取線香のテレビCMで上書きされているが、当初は見た者に対して、「死にたくなければビデオをダビングし、まだ見ていない他者に見せる」よう強要する旨のメッセージが入っていたとされる。
各種映像化作品では、呪いのビデオの内容にも独自に変更が加えられており、様々な呪いのビデオが映像化されている。1998年の映画版では、映像は井戸に突き落とされた貞子の視点による、丸く縁どられた外界を見上げた光景から始まるが、これを踏襲するアメリカ映画『ザ・リング』ではこの光景が作品タイトル「リング（輪）」に込められた意味のひとつとして解釈されている。いずれの映画でもビデオの映像は井戸を外から見た、映画版独自の映像で締め括られているが、1週間後の期限を過ぎるとこの映像の後には貞子が井戸から這い出てくる場面が追加され、映像内の貞子が画面手前に向かってゆっくりと歩み寄り、画面を突きぬけるようにして現実世界へと出現するという演出がされている。1999年の連続ドラマ『リング〜最終章〜』での呪いのビデオは、ミュージック・ビデオの映像に混信したノイズという形の映像で描かれた。
原作『らせん』では、「呪いのビデオ」の内容を描写した文章を読んだ者にも、映像を直接見たのと同様の呪いがもたらされるという設定が描かれた。また、鈴木光司によって出版された現実の小説『リング』と、作中で浅川順一郎によって出版された、映像と同様の効果があるとされる劇中小説『リング』は、「呪いのビデオ」の映像について描写した文章が一字一句同じになっており、現実の読者に対して、この文章を読んだあなたは既に貞子の呪いにかかっていると暗示するかのような体裁となっている。原作がブームだった当時の読者の中には小説の内容を真に受け、出版社に「妊娠中に『らせん』を読んでしまったのだが病院へ行った方がよいだろうか？」という相談の電話をかける者まで現れたという。
ビデオを見た直後には正体不明の無言電話がかかってくることがある。原作では電話がかかってくる条件が曖昧にされているが、1998年の映画版では、電話がかかってくるのは貞子の遺体が遺棄されている場所から近い場合に限定されており、このことが謎解きのヒントにもなった。原作『ループ』では、無言電話がかかってきた電話機や、「呪いのビデオ」を再生中のビデオデッキの周辺には、僅かな空間の歪みが生じるという設定が描かれており、「呪いのビデオ」を再生しながら映像中のサイコロの目の通りの番号に電話をかけることで、世界を創造した上位存在と対話を試みることができるとされる。

### リングウィルス

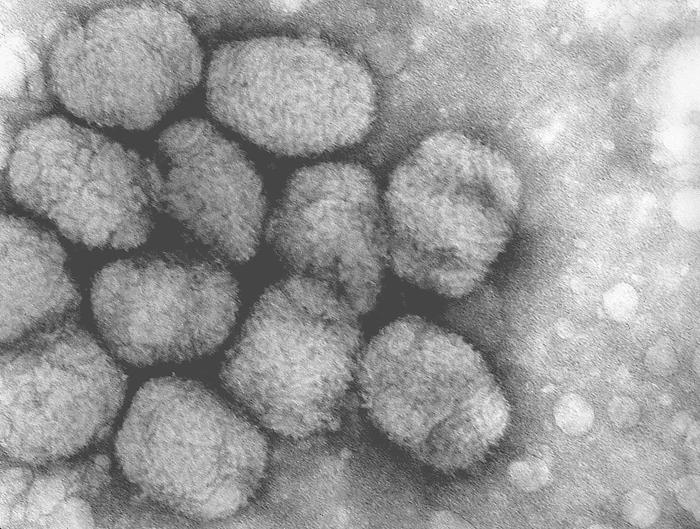
実際の天然痘ウイルス。作中に登場するリングウィルスはその形状こそ天然痘ウイルスと異なるものの、天然痘ウイルスに貞子の遺伝情報が念写されたものであると設定されている。

リングウィルス（Ring Virus）は、呪いのビデオを見た者に感染する架空のウイルスで、天然痘ウイルスに似た塩基配列を持つウイルスと設定されている。感染した者がウイルスの増殖に手を貸さなかった場合、感染から1週間後の同時刻（＝168時間後）に心臓周辺の冠動脈に肉腫を発生させ心筋梗塞を誘発する。発作を起こしたものは喉の渇きに襲われ、頭を掻き毟りながら何か（高山竜司は鏡で百年先の変わり果てた自分を見た）に驚いたような表情で死亡する。　
リングウィルスという名は、作中において安藤満男と宮下によって命名された。形状は天然痘ウイルスと大きく異なり、精子の頭部と尾部がリング状に繋がったような姿となっており、実際に貞子の遺伝子情報を保持している。感染者が排卵日の女性の場合、あるいはウイルスの進化と増殖に手を貸した男性の場合には、リングが解けて精子状になる。女性の場合、体内に侵入したウイルスは心臓へは向かわずに子宮へ侵入し卵子に受精、感染者の子宮を用いて「貞子」を再生する。一方で男性の場合には、ウイルスは脳へと向かって感染者を操り、「呪いのビデオ」と同じ効果のある文章を書かせることになる。
リングウィルスの塩基配列のうち、7割は天然痘に由来するもので、残りの3割が貞子の情報である。ウイルスは人間の精子よりもはるかに小さいため、貞子の遺伝子情報は数十万のパーツに分割されており、それぞれ微妙に塩基配列の異なる個々のウイルスによって保持されていると設定されている。
1998年の映画版『リング』やそのリメイク作品では、リングウィルスの感染者は、写真や映像に撮られるとその顔が歪んで映るという描写が付け加えられた。同年の映画版『らせん』では、リングウィルスは性行為でも感染するという設定になっており、ビデオの映像と派生メディアの小説を読んだ場合とでは死因が異なり、後者は激しく咳き込んだ後に窒息死するという設定になっている。

### 増殖
生前の貞子は、身体的特徴は女性であるが生物学的には男性であるという睾丸性女性化症候群であり、子供を産むことができない身体であった。しかし復活後の貞子は、他の女性を媒体に、あるいは自分だけでも増殖が可能という、全く新しい形の人類へと進化することとなった。
リングウィルスに感染したことにより貞子を妊娠した女性は、受精から1週間で臨月に至り、貞子を出産する。さらに、赤子として産み落とされた貞子は1週間程度で成人へと成長する。この生まれた貞子は単なるクローン再生ではなく、生前の記憶を保持している。リングウィルスに感染した女性を媒体として現世への復活を果たした貞子は、半陰陽者として完全な両性の生殖能力を持っており、自らの精子を自らの卵子に受精させることで、自分で自分のクローンを出産することができる。
原作では、リングウィルスを通じて再生した貞子はオリジナルの山村貞子本人の姿で復活する。一方、映画および連続ドラマ版の『らせん』では、貞子の記憶を持ちながらも、貞子を妊娠し出産した女性の容姿をコピーして復活するという設定で描かれた。

### 転移性ヒトガンウィルス
転移性ヒトガンウィルス（Metastic Human Cancer Virus）は、原作『ループ』に登場する、近未来世界に蔓延している架空のウイルスである。環境シミュレーター「ループ」から現実世界へと持ち込まれたリングウィルスが変異したもので、発症すると悪性腫瘍を生じ、短期間で全身へと転移を起こすため、完治することはないとされる。当初は普通のガンの一種と見なされていたが、K大学医学部によって新種のウイルスであることが突き止められたと設定されている。
設定では、レトロウイルスの一種であるとされ、体液を介して接触感染するという性質や、細胞を乗っ取る過程はエイズウイルスに似ていると言及されている。p53遺伝子に変異を起こさせ、DNAのテロメア領域を書き換える性質を持つ。遺伝子の塩基配列にはリングウィルスとの無視できない類似性が見られると設定されている。9個の遺伝子はすべて塩基数が2nの3倍の値となっているが、これはコンピューターが二進法を用いることに関係しており、転移性ヒトガンウィルスの出自がコンピュータウイルスであることに由来している。

### 柑橘類の香り
原作中では幾度か、呪いのビデオがもたらす怪異に触れた者や、貞子に遭遇した者が、柑橘類あるいはレモンの香りを嗅ぎ取ったという描写が登場している。貞子の母である山村志津子も生前、予知の能力が働く時には決まって柑橘系の香りを感じたと話していたと描写されている。
このほか復活直後の貞子と遭遇した安藤満男は、香水とは異なる、血のような異臭を嗅ぎ取ったと描写されている。

## 作中での経歴
山村貞子が生きる世界は、実は現実世界の様々なシミュレーションを行うために、巨大なコンピュータ内に現実と同じ条件をプログラムして作られた、「ループ」と呼ばれる仮想の地球であり、貞子、浅川や高山ら登場する人物はコンピュータ上に生きる人間のプログラムとして登場する。この設定は『リング』『らせん』では明らかにされておらず、原作最終巻『ループ』にて初めて読者に明かされた。

### 仮想世界に発生した異常
仮想世界内の「ヤマムラサダコ」が特殊な力を持った詳細な経緯は不明とされる。作中では最も有力な仮説として、防御を掻い潜って回線から侵入したコンピュータウイルスの仕業であるという説が挙げられているが、それが何者によって作成されたものであるのかは明かされていない。

### 誕生から最初の死亡まで

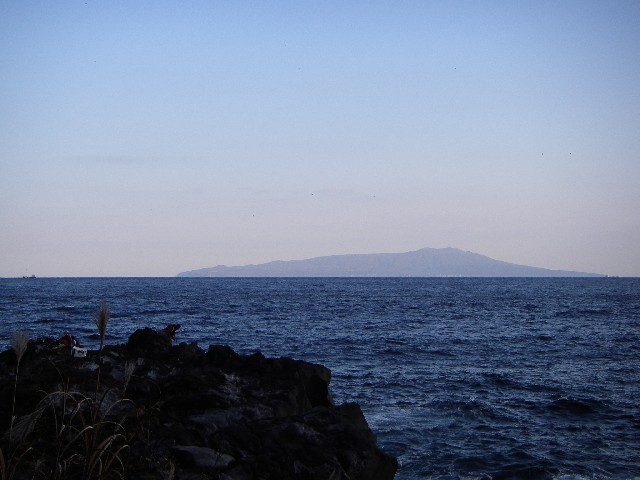
山村貞子の故郷であると設定されている伊豆大島。島の中心部にあるのが三原山である。貞子とその親族は南端にある差木地地区に住んでいた。

シリーズ第1作『リング』は、主人公らが「呪いのビデオ」を生み出した人物である貞子の足取りを追っていく物語となっており、その中で生前の貞子の経歴が徐々に明かされていく。
- 1946年[48]、後の貞子の母親となる山村志津子が、連合国軍占領下の政策の一環として伊豆大島沖の海中に投棄されていた役小角の像を引き上げる。志津子はこのときから予知や透視の超能力を身に着けたとされ、貞子の能力との関連が示唆されている[49][2]。
- 1947年[50]、山村貞子、伊豆大島の差木地に生まれる。母親は志津子、父親は既に妻子持ちだった志津子の信奉者であり心理学者の伊熊平八。半陽者、劇中では睾丸性女性化症候群である[31]。
- 1954年[51]、貞子に弟が生まれるが、4か月で病死する。
- 1955年[52]、志津子の超能力の公開実験が行われるが失敗に終わる。実験はインチキであるとマスコミに叩かれ、志津子は発狂する。
- 1956年[53]、志津子が三原山の火口に身を投げて自殺する。母の死後、貞子は差木地に住む母親の従兄弟、山村敬の家で引き取られる[54][55]。
- 1957年[54]の三原山の噴火を予知。当時小学4年生だった貞子は校内で有名になる。
- 1958年8月29日[56]、超能力の研究家であった三浦哲三に念写実験の成果を送る。
- 1965年[57]、成長した貞子は四谷に所在する劇団「飛翔」に入団。音響担当者の遠山と恋仲になるも、浮世離れした個性や、演出家の変死など様々な怪事象を引き起こしたため、舞台「黒い服を着た女」主演後に退団する。
- 1966年夏[58]、結核を罹った父親が入院した南箱根療養所で、父の担当だった長尾城太郎医師によって強姦され井戸に突き落とされて殺された。このとき長尾は天然痘ウイルスのキャリアで、貞子は死の直前に天然痘に感染している。
- 1990年10月18日[59]、浅川和行、高山竜司らによって井戸から遺体が掘り出される。
- 1990年10月19日[60]、遺骨が浅川の手から山村敬に引き渡される[61]。当時の法律では殺人事件の時効を過ぎていたため、警察への通報は行われなかった[62]。

### 最初のビデオテープ（貞子の呪い）

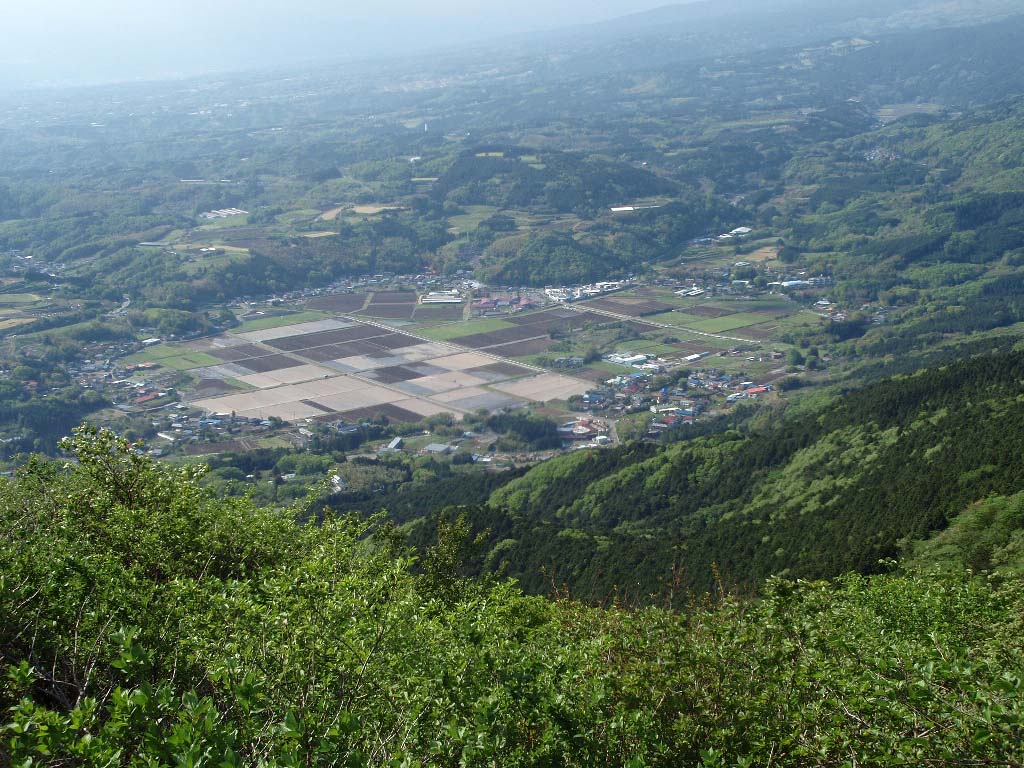
丹那盆地。丹那断層を突き抜けるトンネルを通過し、熱函道路の中ほどを左折した先が、貞子終焉の地であり物語の発端の地でもある「南箱根パシフィックランド」であると描写されている。

殺された貞子の怨念は成仏することなく残り、人類に根絶させられた感染症である天然痘の怨念と融合し、怨念の拡散による無差別攻撃を開始する。
1990年8月26日の20時頃、貞子の怨念は、死体が遺棄された井戸の上に建てられた南箱根パシフィックランドの宿泊施設、ビラ・ロックキャビンB-4号棟に設置されて間もないVHS規格のビデオデッキを介して念写され、観た者を「リングウィルス」に感染させる「呪いのビデオ」を生み出すことになる。ビデオのダビングは、絶滅させられたウイルスに増殖の機会を再度与えることを意味し、作中において浅川和行はこれを、天然痘ウイルスの怨念による人類への逆襲であると解釈している。
作中では、録画に用いられたビデオテープの出自についても触れられている。テープは宿泊客の子供が、この時間帯にNHK大河ドラマの裏番組として放送されていた民放のお笑い番組を録画しようとして持ち込んだものであるとされ、原作ではこの子供はテープを置き忘れて帰宅したために死を免れるが、映画版『リング』では死んだという都市伝説が広まっていると言及されている。

### 改変されたビデオテープによる突然変異、他媒体化
1990年8月29日に最初にビデオを見たB-4号棟の宿泊客4名の若者が悪戯でビデオの一部を上書きしてしまったため、リングウィルスの遺伝情報は不完全になり、ビデオテープの複製による伝染計画は少数の犠牲者を出した時点で頓挫した。しかし、それは単なる不完全化には止まらない突然変異であった。突然変異により、生存の条件は単なる「ビデオのダビング」ではなく、「ビデオを別の媒体へ転換すること」となった。『リング』の主人公である雑誌記者・浅川和行はビデオを見たにもかかわらず生存するが、これは浅川和行がダビングを行ったためではなく、彼が事件の全貌を記事にしていたからであった。その後浅川和行は事故死するが、彼の兄の浅川順一郎は、和行の残した記事を『リング』の書名で小説化し、この結果リングウィルスは「読むと感染する書籍」という新しい形で、出版によって世に流布しようとする。
一方、浅川に協力するためにビデオを見た高山竜司は呪いを解くことができずに1990年10月19日に死亡するが、高山の教え子であった高野舞は、1990年11月1日に高山の遺品であるビデオテープを不用意に見てしまったためにリングウィルスに感染する。貞子は舞の胎内で再生し、舞の精神を乗っ取った後、その1週間後の11月8日に現世への復活を果たす。やがて浅川順一郎の出版した「リング」が映画化されることになり、劇団経験のある貞子は、主人公の一般公募に応募し主役の座を射止める。貞子は映画に自分の遺伝子情報を念写したリングウィルスを仕込んだため、作品を鑑賞することは初期の呪いのビデオを見るのと同じ効果となった。復活した際に出会った安藤満男には自分のことを舞の姉、高野真砂子（たかの まさこ）と偽り、正体を隠して接触し、彼の行動を監視していた。
以後リングウィルスは、小説だけでなく、これを扱った映画や音楽、ゲーム、あるいはインターネットなど、浅川順一郎の出版した「リング」を扱った様々なメディアや作品へと変異した。これらは見た者すべてにリングウィルスを感染させる。
再生の際に新しいタイプの人類として進化し、自分のみで増殖する能力を得た貞子は、無限に自らのクローンを増殖させ、ついには世界中の人類を駆逐し「貞子」のみにすることとなった。このことは、第三部「ループ」において、人工世界「ループ」内の生命が全て山村貞子1人だけの遺伝子に収斂する現象として観察された。

### 高山の上位世界への脱出と、貞子の滅亡
一方、1990年10月19日にリングウィルスによって死亡した高山竜司は、死の直前に自分がいる世界が仮想現実であることに気付いていた。その際、高山は仮想現実「ループ」の責任者クリストフ・エリオットに現実世界への復活を求め、これが了承されたことによって二見馨という人物として復活を果たす。だが、その過程で高山が感染していたリングウィルスが現実世界に持ち込まれてしまい、「転移性ヒトガンウィルス」として現実世界の人類を脅かし始める。やがて、二見=高山は自分が現実世界にて復活する際にリングウィルスを持ち込んでしまったと同時に、自分の身体がこのウィルスへの完全な抗体を偶然に完成させたことを知ると、リングウィルスを駆除する方法を入手してループ内に再び戻る。このウィルスが蔓延する直前の時期に帰還した高山がただちにワクチンを作成してリングウィルスを無効化したことにより、ついに呪いは解除された。
後日談「ハッピー・バースデイ」では、貞子の末路について触れられている。高山はループ内に増殖していたクローン貞子を急激に老化させて死亡させる新ウイルスを自分の身体を犠牲にして開発したため、貞子は滅ぼされてループ内は救われる。現実世界でも高山の抗体情報を元にワクチンが作成され、人類は滅亡から救われた。

## 貞子の人物像
作中では幾度か貞子の容姿や人柄について描写されている。生前の貞子の写真を見た吉野賢三はその姿を、今まで見たことがないような美人であると形容した。生前の貞子と交際していた遠山博は、少女らしいあどけなさと時折垣間見せる艶かしさを併せ持った人物として彼女を回想している。一方で遠山と同様に劇団員時代の貞子を知る有馬真は、大人しく、あまり仲間と交わろうとせず、不気味な印象であったと述懐している。復活後の貞子と遭遇した安藤満男によれば、身長は160センチメートル弱、髪は背中の中ほどまで伸び、手の爪は割れており、ふくらはぎには紫色の痣がある。鼻梁は細く長く、若干つり目で二重瞼、声は低いが魅力的な響きがあったという。上位世界から貞子を観察した杉浦礼子は、顔立ちは完璧に整っているとしつつも、薄い唇からは薄情な印象を読み取っている。リングウィルスに感染した者が貞子に操られて書いた文章は、あたかも自画像を客観的に描くことが難しいように、貞子の外見的特徴を適切に言い表せていないと設定されている。
原作の短編「レモンハート」では、舞台女優をしていた生前の貞子が初舞台の前日のゲネプロ（通し稽古）で、傍目にも可哀想なほどに緊張していたという言及がある。原作『らせん』において現世への復活を果たした貞子は、正体を偽って安藤満男とデートした際に、お気に入りの映画を見ながら登場人物になりきって台詞を真似たり、雑誌を平然と万引きしたりと、天真爛漫な振る舞いも見せている。このとき貞子と安藤が見た映画は、作中の描写などから1990年のフランス映画『ニキータ』であると言われている。
原作における生前の貞子は、女優としての永遠の若さを渇望していた。貞子は自身が「呪いのビデオ」や「リングウィルス」を生み出した経緯を、自分が井戸の底で朽ちていく前に、自身の遺伝情報を何らかの形でこの世に残したいと願った結果であると語っており、復活に成功した際には自分の想像を超えた結果に面食らったとも述べている。原作と映画版などの映像化作品では、貞子が「呪いのビデオ」を生み出した動機に差異があり、例えば映画版『らせん』における貞子はこれを、自分が井戸の底で味わった死の恐怖を不特定多数の人々に知らしめたかったためであると説明している。
1995年と1999年のドラマ版、1998年の映画版とその続編およびリメイク作品など、多くの映像化作品において貞子は白ずくめの衣装で登場する。1998年の映画版では、白いドレス姿があたかも日本の幽霊の死に装束のように描写された。一方、貞子がこうした白い服を着ているのは映像化作品でのみ見られる描写である。原作『リング』における貞子は、長尾城太郎に殺害される直前にはグレーのスカートを身に着けており、『らせん』および「レモンハート」で復活を果たした際に安藤や遠山の元に現れた貞子はライムグリーンのワンピースを着ており、その後安藤と再会した際には水玉模様のスカートに生足という出で立ちであったと描写されている。
原作において白一色の衣装で登場するのは初登場時の高野舞であるが、映画版の舞は黒い服で登場する。映画版『らせん』の貞子は、復活後は高野舞の容姿をコピーして現れるが、このときの貞子は以前の舞とは一変して派手な衣装で登場するという演出がされており、赤い柄物の衣装を着ている。1999年の連続ドラマ『リング〜最終章〜』では貞子も舞も白い衣装で登場する。

## 映像化作品での貞子

### 映画版の貞子
映画は1998年に『リング』と『らせん』が、概ね原作小説に準拠したストーリー・設定で2作同時公開された。これとは別に『らせん』とは異なる『リング』の続編として、映画オリジナルの展開を描いた1999年の映画『リング2』も作られた。その後、短編「レモンハート」を基に、原作にはない設定も加えた映画オリジナルのストーリーによる2000年の映画『リング0 バースデイ』が作られた。

#### 映画版での描写
『リング』シリーズを映画化した作品はすべてホラー映画として作られており、貞子は原作よりもさらに怪物的に描かれている。原作にはない設定・エピソードとしては、『リング』では、志津子の公開実験の際に記者を変死させており、さらに呪いのビデオを見て1週間の期限が来た者の前に直接出現し、長髪を振り乱し狂った目を剥いて襲ってくる素顔は不明の化け物といった演出で描かれていた。ビデオを見た直後には井戸のあるペンションでのみビデオのリール音のような音の正体不明の無言電話がかかってくる。呪いのビデオを見た人間の前に貞子は時折姿を見せる。見た人間の写真は顔が歪んで写る。高山竜司の超能力で山村敬の記憶を読み取った志津子の公開実験を見た浅川玲子の腕を子供時代の貞子が掴み痣を残した。呪いのビデオの死因にリングウィルスは関係せず、ただの呪いとして描写。映画では、長尾城太郎は登場せず、貞子を殺害するのは父親の伊熊平八郎の役割となっている。原作では端役であった山村敬が金儲けのために志津子を利用する間接的な元凶として描写される。
『リング2』では井戸の中で30年近く生きていたという設定が加わっている。遺骨の頭蓋骨を粘土で復元した山村敬曰く、不気味な顔。写真を撮る際、フラッシュで別の表情に変貌したりす顔で登場する。前作でも断片的に語られた大石智子や沢口香苗など呪殺した人間の姿を借りる能力もある。高山竜司は高野舞や浅川陽一を助ける守護霊的存在として登場する。ビデオを見てなくても貞子の姿を見た者（倉橋雅美）や、死を免れた浅川陽一はテレビを極端に恐れ貞子の超能力が乗り移ったかのような描写（心霊写真に写る白布の男・急に上がる水の浸透率・テレビに突如映る井戸から現れる貞子の映像など）を見せ、川尻医師の実験でビデオテープに念写による録画をすると呪いのビデオが再生される。また、高野舞や浅川陽一など関係者の前には時折姿を見せる。同じ映像を繰り返し反復させる能力も持つ。山村家所有のプールをあの世（地獄）に変え、落ちた者を井戸に引きずりこもうとする。
『リング0 バースデイ』では、原作では父親である伊熊平八郎が、自分は貞子の父親ではないと語り、海から現れた異形の怪物がそれであるかのように映画では描かれた。幼少時に貞子は2人に分裂し、一方は志津子に似た普通の子供で、もう一方は本物の父親に似た化け物じみた邪悪な存在であったため、伊熊は後者を隔離し薬漬けにして成長を止め、自分の家の2階に幽閉したといったエピソードが加わっている。人間の貞子も治癒能力や不確定な予知能力・霊能力などの超能力を持つ。化物の貞子に呪殺される前触れとして犠牲者が朽ちた家や井戸の夢を見る描写がある。人間の貞子が「劇団飛翔」の団員達にリンチを受け殺害された後、化物の貞子と融合し復活後、恋人の遠山博を含む団員達を殺害した。
『らせん』では『リング』と異なる恐怖の存在であり、素顔を見せ、淫靡で蠱惑的な魔性の女として描かれている。性行為の際、相手の男性の顎を舐める癖がある。復活時には受胎した高野舞の姿で復活する。高山竜司と結託している点は同様。こちらでも超能力などを使える描写がある。安藤孝則・高山竜司を出産するが、もとが半陰陽者（睾丸性女性化症候群）ではないため、どのような身体のメカニズムかは不明。呪いのビデオを見るのが高野舞ではなく安藤満男となっており、彼との肉体関係を介して舞がリングウィルスに感染する手順となっている。呪いのビデオを見たり派生メディアに関連した者が井戸の夢を見るようになる。原作のリングウィルスや自己増殖の設定もアレンジされ存在する。両作共通して井戸が欠けているが、先にそういう描写に設定したのが『らせん』である。

#### テレビから出てくる貞子
貞子のキャラクターを有名にしたのが1998年の映画版におけるクライマックスの場面、突然に点灯したテレビの映像の中で井戸の中から現れ、不自然な歩き方でにじり寄ってきた貞子が、ブラウン管から這い出て、生々しい実体を伴って高山竜司の部屋に現れ、恐ろしい形相で高山を睨みつけて呪い殺す場面である。
貞子がテレビから這い出てくる場面の前後は、貞子の動きを奇怪なものに見せることを意図して、逆回転で撮影されている。すなわち貞子役を演じる女優の伊野尾理枝はテレビの前でしゃがみ、カメラから井戸に向かって後ろ歩きで遠ざかる演技をしているのであり、映画の観客はそれを逆再生で見ているのである。貞子が高山を睨みつける場面は、顔全体は見せずに目元だけを大写しにする演出がされているが、この場面は俳優ではなく助監督の宮崎紀彦が演じており、人間らしく見えないことを意図してまつげを切り落とし、上下を逆にしている。男性の目を使うという演出は当初からの予定ではなく、元々は女優が演じる予定だったものの、「まつげを切られては他の仕事ができない」と断られたため、助監督が演じたという逸話がある。
「呪いのビデオ」に関連する場面や、貞子がテレビから這い出てくる場面で流れる、何かが軋るような甲高い音は、映写機のリールが回転する音をイメージしたものである。楽曲を担当した川井憲次はこの音を、バイオリンの弦を折れるほどに強く張った弓で乱暴に引っ掻くという技法で再現している。

#### 映画版での経歴
1998年の映画版とその関連作品では、原作の設定をある程度踏襲しつつも、経歴の年代などが変更されている。
- 1951年8月、伊豆大島の差木地で生まれる。志津子は海岸の賽の河原で貞子を出産。原作同様に母親は志津子であり、父親も伊熊平八郎であるとされているが、本当の父親は人間ではなく海から来た魔物であると示唆されている。映画版では半陰陽者の設定はない。
- 母親の志津子が生前に三原山の噴火を予知し、新聞記事として取り上げられる。映画では、志津子の能力は「千里眼」と形容されている。この時の新聞記事は後に「呪いのビデオ」に念写されることになる。
- 1956年、母親である志津子の超能力の公開実験が行われる。原作と異なり志津子は次々と実験を成功させるものの、この時に実験をイカサマだと言った記者を貞子がその場で呪い殺してしまう。この時に殺された記者は『リング0 バースデイ』に登場する宮地彰子の婚約者であり、後の遺恨となる。志津子は原作同様、この後に三原山に身を投げて自殺する。
- 1968年、東京の劇団「飛翔」に入団。『リング0 バースデイ』では、原作同様に音響担当者の遠山博と恋仲になったことが語られている。しかし舞台「仮面」の主演を務めた際、飛翔の劇団員たちとの確執や、彼女を仇敵として狙っていた宮地彰子による復讐といった影響から死亡・復活を経て怪物化し、団員や彰子を次々と超能力で殺害。そんな貞子を憐れんだ父親の伊熊によって井戸に突き落とされる。原作にあった、天然痘ウイルスのキャリアとなる設定は描かれない。
- 『リング2』では、検死解剖の結果、1997年の死亡時期が発見から1〜2年前（つまり1995年〜1996年頃）であることが判明、貞子は井戸の中で30年近く生存していたという設定が追加されている。
- 1997年8月29日、井戸の上に建てられた伊豆パシフィックランド[注釈 5]の宿泊施設、ビラ・ロックキャビンB-4号棟に宿泊した4人の若者が「呪いのビデオ」を見てしまう。映画版では、作中で最初に登場する4人の犠牲者の以前にも、「呪いのビデオ」を見て死んだ子供がいるとされる。
- 1997年9月4日、「呪いのビデオ」を見た4人が同時に死亡する。『リング2』では、大石智子の元に現れた貞子の姿を倉橋雅美が目撃していたことが語られている。
- 1997年9月20日、浅川玲子、高山竜司によって井戸から遺体が引き揚げられる。遺体は一旦警察に引き渡された後に『リング2』で山村敬へと引き渡される。山村敬はその後遺体を海に流す。
- 1997年9月21日、貞子、高山竜司の自室のテレビから這い出てその姿を現し、彼を睨み殺す。

以降の展開は『らせん』と『リング2』で異なる展開が描かれている。

#### 貞子3D・貞子3D2の貞子
以前の『リング』シリーズ同様怪物として描写されるが、『貞子3D』は『らせん』で登場した安藤孝則が青年で登場するため、作品世界は『リング2』以降とは別のパラレルワールドであり、貞子自身も『らせん』や『リング0 バースデイ』の時とは異なる人間としての素顔を見せている。また、「呪いの動画」を見た犠牲者が貞子のような髪型に変貌したり貞子の使い魔になる描写がある。
現世に出現するための媒介として柏田清司という男性に協力させ、ニコニコ動画上の「呪いの動画」を通じて現世に出現、現世の肉体となる女性として超能力者の鮎川茜を狙い、孝則を人質にして井戸のある廃墟のビルに誘き寄せ、一度は茜の肉体を乗っ取ったが、「呪いの動画」の根源になるスマートフォンが安藤孝則に破壊されたことで消滅した。
呪いの動画
貞子が柏田清司に作らせた動画。初めは存在しないページとして表示されるが、後に柏田の首吊り自殺場面に切り替わり、貞子が画面から飛び出して襲いかかる。「呪いの動画」の被害者は心臓発作ではなく貞子に襲われた状況で不可解な自殺を遂げる。
異形の貞子
蜘蛛のような長い手足を持ち、貞子に似た髪型をした女の怪物。貞子の世界へ侵入した者に襲いかかる。髪の毛で捕縛したり、俊敏な動きをしながら相手に食らいつく。茜の超能力以外に、鉄パイプなどの物理攻撃も有効で消滅の際は柏田の部屋の壁にもいた黒い蝶の大群に変化する。
その正体は、柏田が行方不明になる前、貞子の現世の肉体として、各地で誘拐しては井戸に突き落とし、それによって貞子に成り損なった女性たちの成れの果て。
続編『貞子3D2』では、貞子の子が広めたパソコンや携帯電話・スマートフォンの画面を暗転させる新たな「呪いの動画」が世界に出回っており、ついでに安藤との間に娘の凪をもうけて死亡したと思われるも実は昏睡状態で生きていた茜を狙う。茜と凪の再会によってそれが叶う寸前、茜を貞子の被害者（妻を殺された警視庁刑事・垣内貢）に殺害されたため、母を失った悲しみで暴走する凪を狙うが、安藤の妹の楓子に凪を救出されたため、赤い水の彼方へ消え去る。しかし、前作での犯罪によって絞首刑に処せられる柏田の言葉通り、街には凪の後ろ姿に似た貞子の分身の女性（少女）（貞子の子）たちが溢れ、死の連鎖は終わらないことが示唆される。故に貞子の出番は少ない。貞子の出現の際には井戸が現れ血のような赤い水が溢れ出す。「呪いの動画」の被害者は貞子に肉体を操られ不可解な自殺を遂げたり精神に異常をきたす。

#### 貞子vs伽椰子
容姿などは『リング』シリーズに準じているが、『呪怨』シリーズとのクロスオーバー作品という都合上、設定はアレンジされている。限られた尺で『呪怨』シリーズの要素も描かなければならないうえ、物語終盤で貞子と伽椰子の直接対決を実現させるためにも、呪いのビデオを見た者が死亡するまでの時間は2日間（48時間）へ短縮されており、描かれるのは「呪いのビデオを見ると電話がかかってきて、その2日後には死亡する」だけという、貞子の出生やその他の出来事を省略した設定となっている。
作中に登場する霊能力者の常磐経蔵は、一時的に貞子を追い払う力を持つ。
呪いのビデオは1990年代の有名な都市伝説という設定であるが、内容は所在地不明の廃墟の家の内部が映るだけ（家のドアが徐々に開き、貞子がその姿を現す）など変更されている。呪いの回避方法は「ビデオを他人に渡す」といった噂（実際の効果はない）があるが、「ダビングして見せる」という手段は存在しない。ビデオを見た直後には、正体不明の無言電話がかかってくる。呪いのビデオはリサイクルショップでビデオデッキごと中古で販売されていた。リサイクルショップの店員・小林恵子も見ており不可解な自殺を遂げる。貞子本人も時には姿を現すうえ、映画『リング』以来のテレビから這い出て直接出現するシーンがある。貞子はビデオを見た人間に憑依しており、期限前に自殺しようとした人間も呪殺する。また、霊媒師などを使って除霊しようとすると、他の人間を操って呪殺する。呪殺方法は心臓発作ではなく、ありえない方法による自殺など。戦闘の際には頭髪による攻撃を多用し、俊雄をテレビに引きずり込んだりする。貞子を封印するための井戸（井戸の役割も変更されている）も、伽椰子の家（「呪いの家」）の裏の林に存在する。
伽椰子との相殺を目論まれたうえでの直接対決の末、最終的には彼女と融合して異形の怪物、両者の特徴を持った幽霊に変貌。それに伴って、呪いのビデオの映像に登場する貞子もそれに変わっている。

#### 2019年映画『貞子』の貞子
『リング2』の直接的な続編で、これまで通り怪物として描かれるが、本作では呪いの拡散を目的としておらず、肉体の復活を目的としている。
貞子の狂信者である霊能力者の祖父江初子によって監禁された少女に体が乗り移るように儀式を行っていたが、霊力の強さから半分少女の体に乗り移って、マンションを霊力で放火して初子の他３人を焼死させる。
本作はあくまで少女の体を完全に乗っ取る事を目的としており、現場に遭遇した相手の前に姿は見せるが、被害者は精神崩壊を起こす程度までにとどまっている事が多く、儀式を邪魔した相手のみ呪い殺している。『リング』以来のテレビから這い出て直接出現するが、
殺戮までには至っていない。動画配信サイトに呪いのビデオに類似した動画が映るものの呪いの効力があるかどうかは不明。
また本作からは第一作の終盤まで素顔を見せない描写がされており、「貞子が素顔を見せた相手は死ぬ」という設定が明確化している。

### 単発ドラマ版の貞子
原作にほぼ忠実に作られた1995年のテレビドラマ『リング〜事故か! 変死か! 4つの命を奪う少女の怨念〜』での貞子。
原作通りに半陰陽者（睾丸性女性化症候群）であり、官能的な悲劇のヒロインの要素が強い。人間としての素顔を見せている。「呪いのビデオ」の内容も原作に忠実で（特に田舎姿の老婆が伊豆大島の古い方言で「水遊びばかりしていると化け物が来る」「お前は来年に子供を産む」という意味のメッセージで語りかける場面が印象的に強調される。「貞」の文字も登場する。）字幕の説明も出る。終盤のCMはジャミ子という架空のギタリスト・ミュージシャンのものとなる。父親の伊熊平八郎が金儲けのために山村親娘を売るマッドサイエンティストになっており、娘の貞子とも肉体関係を持っている。彼女を殺すのは原作通り長尾城太郎。長尾とは恋愛関係を匂わせる描写もある。「呪いのビデオ」を介しての貞子の登場シーン（赤子を抱いた裸のような描写）も高山に謎の言葉を言う描写となっている。また、高野舞の肉体を貞子の亡霊が通過する描写もあり、こちらの舞は超能力を持たない普通の人間であるため、その存在には気づかなかった。『らせん』の設定は排除したため、リングウィルスは登場していない。

### 連続ドラマ版の貞子
1999年の連続ドラマ版『リング〜最終章〜』『らせん』に登場する貞子。貞子を含め、周囲の人間関係などの設定がもっとも大きく変更されている。貞子はもちろん人間としての素顔を見せる。
『リング〜最終章〜』では、死亡前に「劇団飛翔」の団員、森山修平との間に男児をもうけており、それが「高山竜司」であると設定されている。また、彼女が死亡する井戸は箱根パシフィックランドや伊豆のペンションではなく、東和泉女子学園の校舎内に存在している。「呪いのビデオ」は松崎ナオのミュージッククリップ「白いよ。」の映像になっており、パソコンで解析することで隠されたメッセージを読み取る仕掛けとなる。期限は1週間（7日）から13日に変更されている。ビデオの内容は原作と映画版を足したものになっている。
文化人類学者の高山竜司の姓が違うのは養子先の高山家の人間であるためで、彼も超能力を持ち、その能力の一部でライバルの金田裕二教授を呪殺する。また、彼の血液が貞子のリングウィルスのワクチンの材料になる伏線がある。高野舞との関係は義理の兄妹となっており、恋愛感情が原作より強くなっている。原作では過去に故人であった伊熊平八郎が記録フィルムという形で自分の体験を残しており、竜司・舞を養育したり舞に催眠暗示をかけたりしている。貞子の母、山村志津子は老婆になるまで伊豆大島で生存しており、間接的な元凶である山村敬一郎に納屋に幽閉されている。伊豆大島を尋ねた浅川和行や吉野明子に貞子のことを伝えた後、敬一郎により殺害され、その死体は三原山で自殺の道連れにされる。
貞子自身の描写は、現代での「劇団飛翔」の女性に憑依したり、過去の事件での犠牲者が増えたりといった変化がある。貞子を殺した元凶である長尾城太郎は前記の森山が入院した際に登場し、現代では浅川の知り合いの宮下理恵子の勤める病院の上司の教授となっている。偶発的に強姦した原作と異なり、森山を人質に貞子に肉体関係を迫る悪人となっている。生き残った原作と違い、浅川らに真相を暴露された後、貞子に呪殺される。また貞子の夫である森山修平は、病院に入院している。浅川と対面した後、貞子宛ての手紙を浅川に託した。その後、長尾と製薬会社の陰謀により医療用チューブが外され死亡する。浅川は最初の犠牲者の1人、岩田秀一の死の現場に居合わせることになる。さらに貞子は半陰陽者（睾丸性女性化症候群）ではない。原作と違い、『らせん』で登場するリングウィルスに対抗するワクチンが開発され、呪いのビデオは根絶されることになる。
『らせん』での大きな変更点は、呪いのビデオに変わり、「RING」（340544）のパスワードで開く「呪いのCD-ROM」と貞子と結託する黒幕である「黎明館医科大学」医学助教授織田恭助こと看守の東健一とヒロイン相原夏美の勤める「科学捜査研究所」総科学部長・陸田博である。細胞だけの状態でも活発に活動する。
貞子は「呪いのCD-ROM」を介して出産した女性の肉体（その際、女性に悪夢を見せ追い詰める）をコピーし、成長後本人を抹殺する。なお、原理は不明だが本人の死体は消滅する。男性の場合、その場で死亡。貞子がコピーしたのは安藤満男の勤める青葉学園女子高校の生徒・西島久美子の姉のOL西島美咲、TVレポーターの高村典子、最終的に前作から事件を追っていた高野舞となる。本人同様、超能力を使えるが、コピーした女性の体質まで受け継いでしまう。美咲の場合、彼女の持つ植物アレルギーで死亡する。出産の際、赤い月が出現する。また、細胞の急激な成長による老化現象を起こしており、当初は自然に自滅するかに思われたが黒幕の東の手により復活する。彼女の遺骨を取り出し復活させた陸田いわく「細胞だけでも生きようとする執念・怨念」。彼女の細胞の一部を移植すると動植物を急成長させる超能力を使えるようになる。ただし、動物や人間は肉体しか成長させることはできない。陸田の協力者、今西聖司はこの能力を利用して狭戸村で暗躍することになる。また、場合によってはその内容を実現させる予言能力を持ち、東健一（織田恭助）はこれで自称ノストラダムス研究家の河合徹の存在を利用する。貞子や東健一（織田恭助）の要求は「呪いのCD-ROM」の内容を日本全国に放送して広めること。半陰陽者ではないため、メカニズムは不明だが、一人で出産する能力を持ち、安藤孝則、安藤満男を出産する。原作と違い、孝則は満男が貞子の要求を退けるため死亡する。満男自身も肉体の寿命で死亡する。
高野舞の姿の貞子は最後、自分を殺害しようとした陸田を殺害した後、ビルから転落し死亡して怨念も消滅する。
安藤満男の妻美和子は原作と違い離婚しておらず、孝則を事故で失ったショックで記憶喪失になり精神病院に入院している。後に貞子に事実を告げられ逆上して満男を襲うが正気を取り戻し和解する。
陸田博がかつて少年を集めて行った実験で看守役であった東健一（織田恭助）は、貞子と直接結託しており、囚人役の4人「織本弘明」「有田剛三」「小山恭男」「宮島敬助」の凶悪犯を利用してさらに4人の名前から1文字ずつ取り偽名に使用した。少年期の実験の際は囚人役の坂上順二、井上正和を同じく4人に殺害させる。東は貞子も体良く利用していたつもりだったが、彼女に自分の死の瞬間（事故による爆死）を予言されておりそれで彼もまた逆に利用されていたに過ぎなかった。

### 韓国映画版のパク・ウンソ
1999年の韓国映画『リング・ウィルス』（朝: 링）では、山村貞子に当たる登場人物はパク・ウンソ（朝: 박은서）という名前に設定されている。
半陰陽者（睾丸性女性化症候群）の設定が復活。回想では人間としての素顔を見せる。呪いのビデオは原作にやや忠実なものとなりメッセージや老婆や迫る男の顔も登場。見た人間の写真は顔が歪んで写る。母親はパク・チョンスク。彼女を殺害したのは父親のオ博士の息子、異母兄となっている。呪いのビデオを見て1週間の期限が来た者の前に直接出現し、長髪を振り乱し狂った目を剥いて襲ってくる化け物といった演出など日本の映画版を意識した描写が全編に登場する。リングウィルスは原作通り天然痘を基に生まれた設定。

### アメリカ映画版のサマラ・モーガン

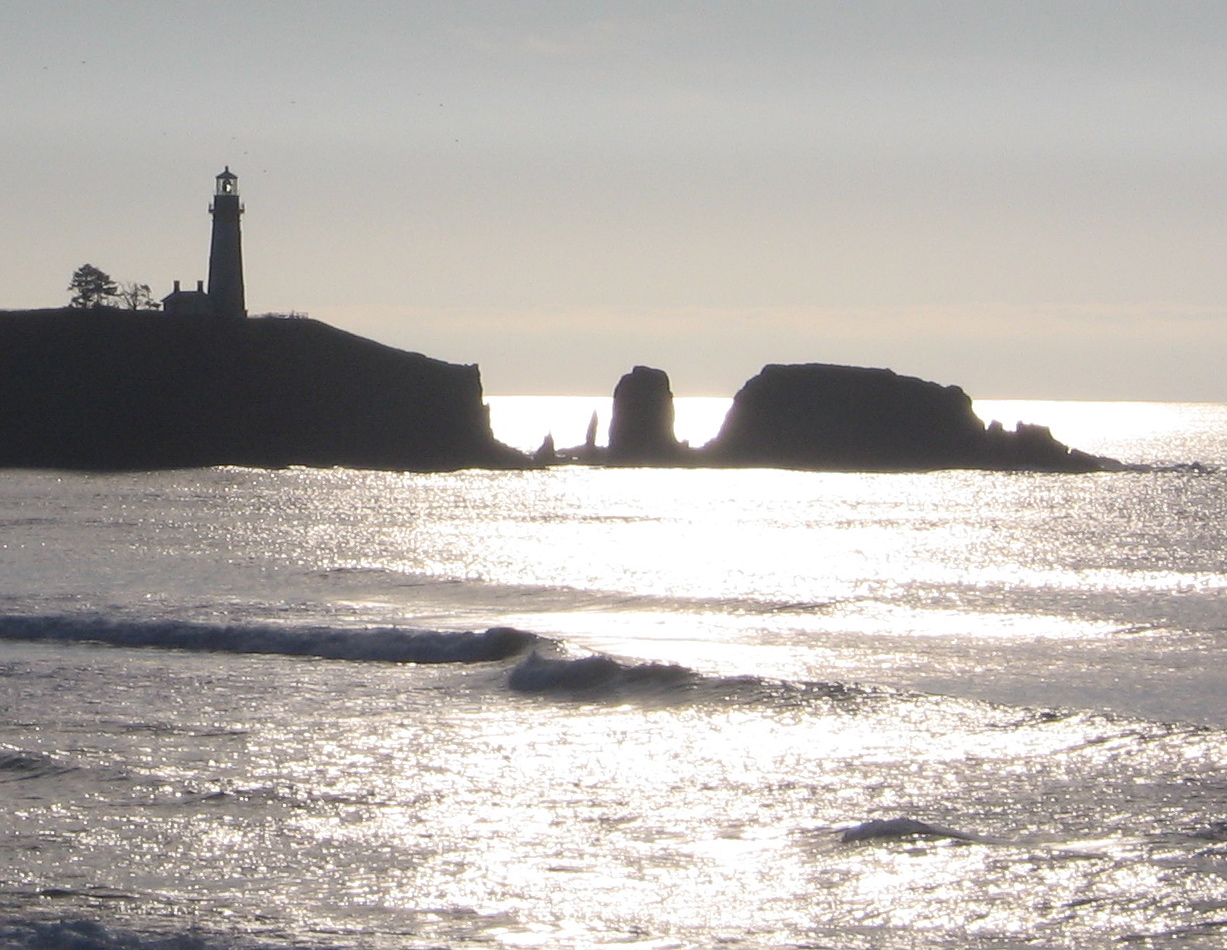
ヤクイナ岬の灯台。『ザ・リング』の呪いのビデオに登場する、モエスコ島灯台のモデルとなった。

アメリカでリメイクされた2002年の映画『ザ・リング』、その続編である2005年の映画『ザ・リング2』および2017年の映画『ザ・リング/リバース』に登場する、山村貞子に当たる女性がサマラ・モーガン（英: Samara Morgan）である。
1998年の日本の映画版の設定を下敷にしており、同様に終盤では前髪を振り乱しテレビから這い出てくる怪物として描かれるが、貞子と違い物語中盤で生前の素顔が明かされており、その際には長い黒髪を持つ、11歳の少女として登場した。もちろん半陰陽者（睾丸性女性化症候群）の設定はない。ビデオを見てなくてもサマラの姿を見た者（ベッカなど）はテレビを極端に恐れる描写を見せる。リングウィルスは存在しない設定。
生い立ち
サマラの実母エヴリンは妊娠8か月の時に街をさ迷っているところを教会に保護され、16歳でサマラを出産。シスターはサマラについて「手がかからなかったが、お風呂の時だけ火が付いたように泣いた。」と言っている。エヴリンは幻覚を見るようになり、サマラを水に沈めて殺そうとした為、精神科病棟に移されて彼女と引き離された。
その後、サマラはモエスコ島のモーガン牧場のリチャード・モーガン、アンナ・モーガン夫妻に養子として引き取られた。アンナは20回以上の流産を繰り返したため、孤児だった彼女を養女にした。サマラの本来の姓は不明である。動物を操る能力を持ち、過去の鯨の大量死や馬、鹿を怯えさせ攻撃的にする。モーガン家の納屋に幽閉され、梯子で登る上段に楓の木の絵を残した。貞子同様、念写の能力を持ち、また念じるだけで人が殺せる。不眠症を抱えており、かつては治療と称して実験をされていた。
両親の愛に飢えていて母親を恋しがり、自分にも制御できない力のせいで父親に迷惑をかけている辛さを訴える様子を実験記録の映像として残している。この映像はサマラの死後、リチャードが保管していた。リチャードはレイチェル訪問後、実験記録の映像のビデオの入ったテレビを持ち出し風呂場で感電死した。
サマラを井戸に落として殺したのは、原作の長尾や映画の伊熊に当たる人物とは異なり、養母のアンナとなる。アンナはエオラ精神病院に入院後、崖から海に飛び込んで自殺している。実の母親であるエヴリンは2作目に登場し、精神病院で入院している。実の父親の存在は不明。
呪いのビデオ
呪いのビデオは謎解きのヒントが増え、リチャード、アンナも登場。映像の蝿が実体化するなどの現象を引き起こす。犠牲者の顔はミイラのように変貌し、見た人間の写真や映像は顔が歪んで写る。ビデオを見た直後には楓の木が近くにある井戸のあるコテージ「シェルター山荘」以外でも「あと7日。」という一言の宣告電話がかかってくる。
サマラの能力
サマラは怨念となった後もポルターガイスト現象のような念動力を用いており、劇中ではテレビを物理的に動かして主人公レイチェル・ケラーを井戸へと突き落とした。サマラに憑りつかれた人間は鼻血を出したりサマラの悪夢を見るようになる。また、写真の顔をペンで塗り潰したりエイダンのようにサマラ絡みの絵を描いたりする。悪夢の際、レイチェルの腕に痣を残す。
2作目では、彼女の邪悪な一面が分離した「イーブルサマラ」が登場。レイチェルやエイダンをテレビの中に引きずり込む。エイダン・ケラーに憑依し彼を操った。その際、他の人間を操作したりなどして呪殺する。

## 演じた女優
『リング』シリーズは何度も映像化・リメイクされており、数多くの役者が山村貞子を演じた。また幼少期と青年期、あるいは過去と復活後の姿を複数の役者が演じ分ける二人一役での登場や、同一シリーズでも配役が変更される場合もあった。
- 三浦綺音 - テレビドラマ『リング〜事故か! 変死か! 4つの命を奪う少女の怨念〜』 1995年。
- 竹島由夏 - テレビドラマ『リング〜事故か! 変死か! 4つの命を奪う少女の怨念〜』 1995年。少女期。
- 山崎和佳奈 - ラジオドラマ『角川ドラマルネッサンス リング』 1996年。声優としての出演。
- 伊野尾理枝
  - 映画『リング』 1998年。終盤でテレビから這い出て高山竜司に襲い掛かる場面。
  - 映画『リング2』 1999年。
- 白井ちひろ - 映画『リング』 1998年。少女期。
- 宮崎紀彦 - 映画『リング』 1998年。目のアップのみ。俳優ではなく監督助手が出演している[97]。
- 佐伯日菜子 - 映画『らせん』 1998年。
- 中谷美紀 - 映画『らせん』 1998年。復活後（高野舞との二役）。
- 土田芽吹 - 映画『リング2』 1999年。少女期。
- 木村多江
  - テレビドラマ『リング〜最終章〜』 1999年。
  - テレビドラマ『らせん』 1999年。
- 矢田亜希子 - テレビドラマ『らせん』 1999年。復活後（高野舞との二役）。
- 及川麻衣 - テレビドラマ『らせん』 1999年。復活後（高村典子との二役）。
- 須藤理彩 - テレビドラマ『らせん』 1999年。復活後（西島美咲との二役）。
- ペ・ドゥナ - 韓国映画『リング・ウィルス』1999年。パク・ウンソとして。
- じゅよん - 韓国映画『リング・ウィルス』 1999年。パク・ウンソとして。少女期。
- 仲間由紀恵 - 映画『リング0 バースデイ』 2000年。
- 古谷千波 - 映画『リング0 バースデイ』 2000年。少女の貞子。
- デイヴィ・チェイス - アメリカ映画『ザ・リング』 2002年。サマラ・モーガンとして。
- ケリー・ステイブルス - アメリカ映画『ザ・リング2』 2005年。イーブル・サマラ（サマラ・モーガンの邪悪な人格）として。
- 橋本愛 - 映画『貞子3D』 2012年。
- 七海エリー - 映画『貞子vs伽椰子』2016年。
- 三田佳子 - CM『スニッカーズ』2016年。
- ボニー・モーガン - アメリカ映画『ザ・リング/リバース』2017年。サマラ・モーガンとして。
- 南彩加 - 映画『貞子』2019年。山村志津子との二役（前作まで志津子を演じてきた雅子が2015年に死去したため）。
- 森麻里百 - 映画『貞子DX』2022年。

## 貞子のモチーフ

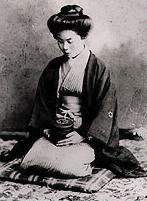
貞子とその母親のモデルとなったとされる20世紀初頭の有名な超能力者・御船千鶴子。

貞子の母親である山村志津子のモデルは、明治時代に実在した人物である御船千鶴子であると言われ、『リング』の作中では千里眼事件を想起させる超能力実験の経緯が描かれている。貞子という名前を、千里眼事件に関わった実在の人物である高橋貞子と関連付ける意見もある。
1991年に出版された『リング』よりも以前から広まっていた都市伝説、「カシマさん」との関連性を指摘する意見もある。貞子がビデオテープを介して広まり、見た者を呪い殺すのに対し、カシマさんは噂を介して広まり、噂を聞いた者の元に現れて対象を殺害する。
1998年の映画版における貞子は、白い衣装を着た長い黒髪の女性という姿で描写されるが、これは古典的な日本の幽霊のイメージを反映させたものである。また、映画版における貞子の描写には、監督の中田秀夫と脚本の高橋洋が1996年の映画『女優霊』で用いた手法や反省点が反映されており、同作に登場する幽霊は、映画版における貞子の原型とも評される。なお映画『女優霊』の内容には高橋洋が子供の頃、日本で1967年にテレビ放送されたアメリカ映画『シェラ・デ・コブレの幽霊』の予告編を目にした経験が反映されており、これが映画版『リング』のアイディアにも影響を与えているとされる。
1998年の映画版における、貞子がテレビから這い出してくる映画版独自の描写は脚本の高橋洋が付け加えたものである。テレビの中から怪異の主が現れるという描写に、1982年のアメリカ映画『ポルターガイスト』との関連性を指摘する意見もある。

## 評価と大衆文化への影響
貞子、そしてアメリカ映画版の貞子にあたるキャラクター「サマラ・モーガン」は、観客と映画評論家双方から好意的に評価されている。The Movie Bookは、貞子が日本のホラーの全てのジャンルに影響を及ぼしていると述べており、映画の中での幽霊神話的なイメージが人気を集めていると指摘している。イギリスの映画評論家マーク・カーモードは、ホラー映画の最も怖い場面10選の7番目に、貞子がテレビ画面から這い出てくる場面を選出している。このシーンは、チャンネル4が選ぶ「最も怖い場面100」の6位にもなった。エンパイアのマーク・ダイニングは、サマラを映画界で最も「容赦ない、不合理な、手に負えない明白な悪役」の1人であると述べている。
1998年の映画「リング」で映画界に初登場した貞子は、あまりにも恐ろしくセンセーショナルなものだった。胸元まで伸びた長い前髪の間から片目のみを覗かせ、白目を剥いているという凄惨な姿は、その後のシリーズにも踏襲されるだけでなく、1998年の映画がヒットして以降、テレビから這い出てくる映画版の貞子を題材にしたパロディや、フィクションの登場人物に「貞子」という仇名がつけられているという設定の作品が国内外で多く登場している。貞子は、映画や原作小説といった垣根を超えたホラーアイコンとして大成功を収めた。原作者である鈴木光司は、（映画版の）貞子のパロディーや物真似が広く浸透した理由について、貞子のキャラクターが明瞭ではなく、前髪を垂らして白い服を着れば誰でも容易に物真似ができるという、ハードルの低さも要因だったのではないかと推察している。
1999年に公開された怪獣映画『ガメラ3 邪神覚醒』は、前2作とは異なり明確にホラー映画を意識した作風として制作されたが、この背景には当時は怪獣映画というジャンル自体の人気が落ちていたことと、子供たちの間で様々なホラー作品が人気を博していたことが関係しており、金子修介や平成ガメラ三部作の関係者が携わった『学校の怪談シリーズ』の他にも『リングシリーズ』や『ほんとにあった怖い話』などの影響を受けており、仲間由紀恵も『ガメラ3』への出演の直後（2000年）に『リング0 バースデイ』にて山村貞子を演じた。一方で2022年公開の『貞子DX』は、木村ひさしが助監督を務めた『ガメラ2 レギオン襲来』を意識した描写が取り入れられており、2012年の課金制モバイルゲーム『ガメラバトル』も『貞子3D』とのタイアップが行われた。また、ガメラを含めた大映のプロパティーの版権がKADOKAWAに移行して以降、ガメラと大魔神と貞子の展示物が併設されたり、京極夏彦の小説シリーズ『虚実妖怪百物語』ではガメラと貞子と大魔神が他の多数の著名なキャラクター群と共に登場しており、佐伯伽椰子と俊雄も実名で言及されている。
2003年にアメリカ合衆国で公開されたパロディ映画『最'狂'絶叫計画』に、呪いのビデオや貞子（あるいはサマラ・モーガン）が登場している。
2006年の映画『トリック劇場版2』、および2014年の映画『トリック劇場版 ラストステージ』では、映画『リング0』で山村貞子役を演じた仲間由紀恵演じる山田奈緒子が、貞子に似た動きをする場面がある。
2015年にはDVD『ひきこさんVS貞子』が発売。貞子のような妖怪（ビデオの表紙のみ）が登場するが、実際に登場するのは千里眼事件に関わりの深い3人の超能力者（高橋貞子・御船千鶴子・長尾郁子）がモチーフの高村貞子、尾上千鶴子、長瀬郁子の亡霊（怨念）となっている。
漫画にも影響を与えた。1999年から2000年にかけて連載された木多康昭のギャグ漫画『泣くようぐいす』では、呪いのビデオを見てしまった主人公の千石うぐいすが、1週間後にテレビから這い出ようとした貞子を背後からのキャメルクラッチで撃退するという場面がある。
また2004年に公開されたFROGMANによるWebアニメ作品『菅井君と家族石』の第6話では、菅井家の人々が映画版『リング』と間違えて本物の「呪いのビデオ」を再生してしまい、テレビから這い出てきた貞子に睨まれるものの、返り討ちにして食べてしまうというエピソードが描かれている。
2000年から2013年まで連載された奥浩哉の漫画『GANTZ』にも、長い前髪で顔を隠した「サダコ」という仇名の女性が登場する。恋愛感情を抱いた相手に告白しようとしているが、傍目にはストーカーのようにしか見えないという設定である。
2005年から2017年にかけて連載された椎名軽穂による少女漫画『君に届け』では、主人公の黒沼爽子（くろぬま・さわこ）がその雰囲気や容姿から「貞子」という不本意な仇名をつけられるという設定が描かれた。この仇名は、同作のテレビアニメ版や実写映画版でも同作の基本設定として踏襲されている。
アメリカの漫画アーティスト、ブランドン・サンティアゴは、タパスのウェブコミックシリーズ「Erma」のインスピレーションとしてサマラ・モーガンを引用している。
2010年にWeb上で発表されたアメリカ合衆国のコメディ作品『アノーイング・オレンジ』の一編「The Onion Ring（オニオン・リング）」の回は、映画「リング」のパロディで、主人公のオレンジが貞子にあたる役を演じている。
2016年に中華人民共和国で、日本軍のフィルムから出現した貞子が中国共産党に入党して日本兵と銃撃戦を繰り広げる抗日神劇がつくられた。
バラエティ番組や広告への影響もみられる。バラエティ番組『笑う犬』内のコント「レンタルビデオショップ『INUYA』へようこそ」にて、原田泰造が製作した短編集「わっか」では、呪いのビデオを見た原田がテレビから這い出てきた貞子を慰めるという描写の後、美女と化した貞子が原田の職場へ弁当を持ってくるシーンでストーリーを締めている。2018年には、横浜に本社を持つ家電量販店のノジマで、「最近、テレビから夜な夜な女の人が出てくるんです・・」と、貞子らしき人物がテレビから飛び出るイラストを描いたポスターが登場している。
2022年現在においても貞子のキャラクター性は定着しており、アイドルのオフショットなどで白いワンピース姿で長い黒髪で顔を隠して自撮りする様子がみられる。